# 아길라스 데 멕시칼리
아길라스 데 멕시칼리(스페인어: Águilas de Mexicali)는 멕시코 바하칼리포르니아주 멕시칼리를 연고지로 하는 프로 야구팀이다. 멕시코 태평양 리그 소속이며, 에스타디오 카사스 GEO 야구장을 홈구장으로 사용하고 있다. 총 3회의 챔피언십 우승과 1회의 캐리비안 시리즈 우승 (1986년)을 차지하였다.

## 야구단 정보
| 감독   | 2 프란치스코 로드리게스 |
| 투수   | 57 조지 캄필로 · 63 이스마엘 캄필로 · 77 이반 코르도바 · 52 라파엘 크루즈 · 19 이르윈 델가도 · 43 마르코 두아르테 · 55 미겔 두아르테 · 49 산티아고 구티에레즈 · 36 토마스 멜가레조 · 32 잘리엔 페구에로 · 6 오스카르 리베라 · 39 헤수스 로드리게스 · 26 마우리시오 테구이다 · 31 에릭 트리츠 · 27 팻 판디테 · 59 오스카 비야레알 |
| 포수   | 00 게로니모 길 · 90 루이스 후아레즈 |
| 내야수 | 31 후안 카니젤레스 · 8 제르먼 두란 · 92 엑토르 헤르난데즈 · 65 마이크 제이콥스 · 13 오스카 로블레스 · 28 애덤 로사레스 · 4 이스마엘 살라스 · 53 길 벨라스케스 |
| 외야수 | 91 리키 알바레즈 · 7 산티아고 곤살레즈 · 24 조지 거즈먼 · 9 로만 페냐 · 22 크리스 로베르슨 |